# سيلفا كاسال
سيلفا كاسال (بالإسبانية: Selva Casal)‏ (11 يناير 1927، مونتفيدو في الأوروغواي)؛ كاتِبة وشاعرة .